# بوزترونيوم

الكترون وبوزيترون يدوران حول مركز ثقل. وتلك هي حدود حالة الكم المعروفة باسم بوزترونيوم.

بوزترونيوم (بالإنجليزية: Positronium)‏ هو نظام يتكون من الإلكترون ونقيضه المسمى بوزيترون، اللذان يرتبطان معا مكونان ذرة شاذة. وهي تكون غير مستقرة حيث يفني كلا الجسيمين بعضهما البعض ليكونا فوتونين من أشعة غاما بعد متوسط عمر يقدر ب 125 ب.ث أو ثلاثة فوتونات أشعة غاما بعد متوسط عمر يقدر ب 142 ن.ث في الفراغ، اعتمادا على حالات اللف النسبي للبوزيترون والإلكترون. يتشابه مدار الجسيمين ودائرة مستوى الطاقات مع ماهو في ذرة الهيدروجين (الإلكترون والبروتون). لكن بسبب الكتلة المخفضة فإن الترددات المرتبطة مع خطوط الطيف تكون أقل من نصف التي هي مرتبطة بخطوط الهيدروجين المقابلة.

## الحالات
تتشابه الحالة الدنيا للبوزترونيوم مع الهيدروجين، حيث لها تشكيلين ممكنين يعتمدان على توجهات اللف النسبية لكل من الإلكترون والبوزيترون.
تعرف الحالة المفردة مع لف متضاد [الإنجليزية] Antiparallel (S‏ = 0، Ms ‏= 0) باسم بوزترونيوم متعاكس (p-Ps) ويرمز 1
S
0. لديه عمر أساسي يقدر ب 125 بيكوثانية، ويضمحل تفضيليا إلى كمتين غاما مع طاقة 511 إلكترون فولت لكل منهما (في هيكل مركز الزخم). الكشف عن هذه الفوتونات يسمح لاعادة بناء قمة التحلل ويستخدم في تصوير مقطعي بالإصدار البوزيتروني. ويمكن للبوزترونيوم المتعاكس ان يتحلل لأي عدد من الفوتونات (2، 4، 6...)، وتقل الاحتمالية كلما زاد العدد: نسبة التفرع [الإنجليزية] للتحلل إلى 4 فوتونات هو 1.439(2)×10−6‏.
متوسط عمر بوزترونيوم المتعاكس (S =‏ 0):‏
{\displaystyle t_{0}={\frac {2\hbar }{m_{e}c^{2}\alpha ^{5}}}=1.244\times 10^{-10}\;{\text{s}}}
أما الحالة الثلاثية وبلف متوازي (S‏ = 1، Ms ‏= -1، 0، 1) فيعرف ببوزيترونيوم مستقيم (o-Ps) ورمزه 3S1. ومتوسط عمره في الفراغ 142.05±0.02 نـs‏. والنمط الرئيسي للتحلل هو ثلاث كمات غاما. أما الأنمطة الأخرى للتحلل فهي غير ذات أهمية؛ مثال على ذلك، نمط الفوتونات الخمس لها نسبة تفرع ~1.0×10−6‏.
متوسط عمر البوزيترونيوم المستقيم (S = 1) هو:
{\displaystyle t_{1}={\frac {{\frac {1}{2}}9h}{2m_{e}c^{2}\alpha ^{6}(\pi ^{2}-9)}}=1.386\times 10^{-7}\;{\text{s}}}
يكون البوزيترونيوم شبه مستقر في حالة 2S ومتوسط عمره 1.1 مكـs. فإن تم تخليقه من حالة مستثارة فإنها تنخفض بسرعة إلى الحالة الدنيا حيث يحصل الإفناء بسرعة أكبر. وقد استخدمت اختبارات الدقة لكهروديناميكا كمية [الإنجليزية] لقياس متوسط الأعمار ومستويات طاقة البوزيترونيوم.
ويمكن حدوث الإفناء عبر عدة قنوات، كل منها تنتج واحد أو أكثر من أشعة غاما. ويحتاج لإنتاج أشعة غاما طاقة اجمالية قدرها 1022 keV (لأن كل جسيم يفنى له كتلة 511 keV/c2)، والأكثر احتمالا لقنوات الإفناء أن تنتج فوتونين أو ثلاث، اعتمادا على تشكيل اللف النسبي للإلكترون والبوزترون. وتحلل فوتون مفرد غير ممكن إلا إذا كان هناك جسم آخر (مثل الإلكترون) مجاورا لإبادة البوزترونيوم بحيث يمكن نقل بعض الطاقة الناتجة من عملية الإفناء. وقد تم ملاحظة ما يصل إلى خمسة من أشعة غاما افنين في التجارب المختبرية، مؤكدا التوقعات ان كهروديناميكا كمية ذات مستوى رفيع جدا.
ويمكن التحلل إلى زوج من النيترينو وضديده، ولكن احتمال هذا التوقع ضئيلة جدا. فنسبة التفرع لتحلل o-Ps لتلك القناة هي 6.2×10−18 (لزوج إلكترون نيترينو ومضاد النيترينو) و9.5×10−21 (لغير نكهات الإلكترون) حسب تنبؤات تعتمد على أساس النموذج القياسي ولكن ويمكن زيادتها حسب خصائص النيترينو غير القياسية، مثل الكتلة أو العزم المغناطيسي المرتفع نسبيا. حدود التجريبية العليا على نسبة التفرع لهذا التحلل (فضلا عن الانحلال إلى أي من الجزيئات "غير مرئية") هي: 4.3×10−7 ‏(p-Ps) و4.2×10−7‏ (o-Ps)‏.

## مستويات الطاقة
بينما تستخدم معادلة بيث-سالبتر لحساب لمستويات الطاقة للبوزترونيوم بدقة، فإن التشابه بين بوزترونيوم والهيدروجين يسمح لهذا التقدير تقريبي. ومع هذا التقارب إلا إن مستويات الطاقة تختلف بينهما بسبب وجود قيمة مختلفة للكتلة m*، المستخدمة في معادلة الطاقة
{\displaystyle E_{n}=-{\frac {\mu q_{e}^{4}}{8h^{2}\epsilon _{0}^{2}}}{\frac {1}{n^{2}}}\,.}
أنظر مستويات طاقة الإلكترون للاستنتاج.
{\displaystyle q_{e}} هو مقدار شحنة الإلكترون (كما هو في البوزترون)
{\displaystyle h} هو ثابت بلانك
{\displaystyle \epsilon _{0}} هو ثابت الإلكترون (ويسمى أيضا بسماحية الفراغ الحر) وأخيرا
{\displaystyle \mu } هو الكتلة المخفضة
فالكتلة المخفضة في تلك الحالة هو
{\displaystyle \mu ={{m_{e}m_{p}} \over {m_{e}+m_{p}}}={\frac {m_{e}^{2}}{2m_{e}}}={\frac {m_{e}}{2}},}
حيث
{\displaystyle m_{e}} و{\displaystyle m_{p}} هما كتلتا الإلكترون والبوزيترون على التوالي، وهما نفس الشيء بحكم تعريف الجسيمات والجسيمات المضادة.
وهكذا فإن البوزترونيوم هو كتلة مخفضة يختلف عن كتلة الإلكترون الساكنة بمعامل 2. وهذا يسبب في أن تكون مستويات الطاقة قريبة من نصف ما هو في ذرة الهيدروجين.
وأخيرا فإن مستويات طاقة البوزترونيوم تكون:
{\displaystyle E_{n}=-{\frac {1}{2}}{\frac {m_{e}q_{e}^{4}}{8h^{2}\epsilon _{0}^{2}}}{\frac {1}{n^{2}}}={\frac {-6.8\ \mathrm {eV} }{n^{2}}}\,}
أدنى مستوى لطاقة البوزترونيوم (n == 1) هو −6.8 eV، ومستوى الطاقة التالي (n == 2) فهو −1.7 eV. وتدل إشارة السالب على الحالة المقيدة. نلاحظ أيضا أن معادلة ديراك للجسمين تتكون من كل من مؤثر ديراك لكل نقطتين من الجسيمات المتفاعلة عن طريق تفاعل كولوم يمكن فصلها تماما في اطار مركز الزخم (النسبي) وقيمة ناتج الحالة الدنيا الذاتية تم الحصول عليها بدقة شديدة باستخدام طريقة العناصر المنتهية.

## النبوءة والاكتشاف
تنبأ العالم الكرواتي ستيفان موهوروفيتشيك بوجود البوزترونيوم في مقاله في مجلة Astronomische Nachrichten في سة 1934 حيث أطلق على تلك المادة اسم الكتروم (بالإنجليزية: electrum)‏‏. ولكن مصادر أخرى نسبت الفضل إلى العالم كارل أندرسون بالتنبؤ في وجوده سنة 1932 في كالتيك. ولكن الاكتشاف المختبري كان على يد مارتن دويتش في معهد إم آي تي سنة 1951، واطلق عليه اسم بوزترونيوم.

## مراقبة جزيئات ثنائي البوزترونيوم
أول ملاحظة لجزيء ثنائي البوزترونيوم - وهي جزيئات تحتوي على ذرتي بوزترونيوم - كانت بتاريخ 12 سبتمبر 2007 عن طريق ديفيد كاسيدي وألان ميلز في جامعة كاليفورنيا شاطئ النهر.

## الظهور الطبيعي
تنبأ بالبوزترونيوم في حالات الطاقة العالية ان يكون الشكل السائد للمادة في الكون في المستقبل البعيد، غن كان تحلل البروتون حقيقيا.